# Hercostomus fulgidipes
Hercostomus fulgidipes är en tvåvingeart som först beskrevs av Becker 1922.  Hercostomus fulgidipes ingår i släktet Hercostomus och familjen styltflugor. Inga underarter finns listade i Catalogue of Life.